# Amala y Kamala
Kamala en bengalí: অমলা) (distrito de Medinapur, 1919-ciudad de Medinapur, 21 de septiembre de 1921) y Amala (en bengalí কমলা) (distrito de Medinapur, 1912-ciudad de Medinapur, 14 de noviembre de 1929) fueron dos niñas salvajes que fueron encontradas en Bengala Occidental en 1920 ―cuando tenían 1 y 8 años respectivamente― por un director de escuela, quien utilizó el mito de los niños lobo para obtener dinero. El director dijo que ambas niñas habían sido criadas por una manada de lobos cerca de Medinapur (región de Calcuta, India).
Aparentemente eran primas. Las investigaciones más recientes aseguran la veracidad de la interpretación dada por el clérigo que inicialmente divulgó la noticia de estas niñas, y sospechan que se trataría en realidad de un fraude montado sobre casos reales de autismo.

## Aparición
En 1927, Joseph Amrito Lal Singh, propietario del orfanato local, publicó un informe en el diario The Statesman  (deCalcuta) en el que aseguraba que las dos niñas le habían sido dadas por un hombre que vivía en la selva cerca de la aldea de Godamuri, en el distrito de Medinapur, 150 km al oeste de Calcuta, y que las niñas, la primera vez que las vio, vivían en una especie de jaula cerca de la casa. Llamó a las niñas Amala y Kamala.
Escribió que en ese momento Kamala tenía unos ocho años (por lo que habría nacido hacia 1912) y Amala unos 18 meses (por lo que habría nacido en marzo-abril de 1919).
Más tarde afirmó que en realidad había sido él mismo quien había rescatado a las dos niñas directamente de una guarida de lobos el 9 de octubre de 1920. Dijo que había escrito sus observaciones en un «diario» (que consistía en hojas sueltas, algunas fechadas y otras sin fecha) durante casi diez años ―que, si hubiera sido cierto, hubiera representado uno de los mejores esfuerzos documentados para observar y rehabilitar a niños salvajes―.

La madre lobo, cuya naturaleza era tan feroz y afecto por lo sublime. Me llamó la atención. Simplemente me sorprende pensar que un animal tenía un noble sentimiento superando incluso que de la humanidad... de otorgar todo el amor y el afecto de una madre cariñosa y es ideal en estos seres peculiares.
Joseph Amrito Lal Singh, entrada del pseudodiario del 17 de octubre de 1920

## Comportamiento y apariencia
Según Singh, las niñas dormían juntas acurrucadas como animales, tenían un olfato que les permitía oler los huevos a kilómetros, aullaban como medio de comunicación, necesitaban estar con lobos para comer bien, comían solo carne cruda, tenían hábitos nocturnos, si las vestían se quitaban las ropas a mordiscos, durante la noche tenían una perfecta visión nocturna, y tenían serias dificultades para aprender a hablar y caminar erguidas. Tenían dientes muy afilados y largos, solo podían caminar en cuatro patas, y tenían las articulaciones rígidas.
Años más tarde, el médico a cargo del orfanato desmintió las afirmaciones de Singh: las niñas no habían tenido ninguna de las anomalías que había inventado Singh.

## Controversia
Debido a las muchas versiones diferentes, ninguna de ellas fue motivada por los testigos que no sean el propio reverendo Singh, por lo que persiste una considerable controversia acerca de la veracidad de la historia. La mayoría de los científicos consideran que Amala y Kamala fueron niñas [autistas] con defectos congénitos. El mito de haber sido criadas por lobos surge de un antiguo concepto hinduista para explicar el comportamiento de los niños con defectos congénitos, que sus padres abandonan en el bosque para que mueran.
De acuerdo con el cirujano francés Serge Aroles, el caso de Amala y Kamala es la estafa más escandalosa en relación con los niños ferales. En su libro L’enigme des enfants-loup (‘el enigma de los niños-lobo’, 2007), Aroles describe su investigación del caso. Obtuvo acceso a fuentes y archivos anteriormente desconocidos:
- El diario original que Singh afirmó haber escrito «día a día durante toda la vida de las dos niñas-lobo» es falso. Fue escrito en la India después de 1935, unos seis años después de la muerte de Kamala. (El manuscrito original se conserva en la división de manuscritos de la Biblioteca del Congreso de Estados Unidos, en Washington DC).
- Todas las fotografías que muestran a los dos niñas lobo caminando en cuatro patas, comiendo carne cruda, y otras, se tomaron en 1937, varios años después de la muerte de las niñas. Las imágenes muestran realmente dos niñas de Medinapur posando de acuerdo a las peticiones de Singh. El cuerpo y la cara de la niña en las imágenes son totalmente diferentes del cuerpo y la cara de Kamala, como se muestra en verdaderas fotografías de ella.
- De acuerdo con el médico a cargo del orfanato, Kamala no había tenido ninguna de las anomalías que había inventado Singh, tales como colmillos muy afilados y largos, locomoción en cuatro patas con articulaciones fijas, visión nocturna con emisión de un resplandor azul intenso a través de los ojos durante la noche, etc.[2]
- Según varios testimonios fiables recogidos en 1951 y 1952,[3] Singh usualmente golpeaba a Kamala ante los visitantes para que ella actuara de acuerdo con las descripciones publicadas por Singh.
- Aroles informa que tiene en su posesión la correspondencia entre Singh y el profesor Robert M. Zingg, en la que Zingg expresa su creencia en el valor financiero de la fábula, y solicitando colaborar en su publicación. Después de publicar el pseudodiario de Singh, Zingg le envió un pago de regalías de 500 dólares estadounidenses a Singh, quien estaba desesperadamente necesitado de dinero para mantener su orfanato.[4]
- Zingg dio su palabra acerca de la autenticidad de los informes de Singh sobre las niñas. El libro que coescribió con Singh, Wolf-children and feral man (‘niños lobo y hombres ferales’), generó muchas críticas entre los antropólogos, el más crítico de los cuales fue Ashley Montagu. Zingg pagó un alto precio por haber omitido verificar independientemente la autenticidad de los informes de Singh: en 1942 fue despedido de su puesto académico en la Universidad de Denver. Después de este escándalo nunca más pudo volver a enseñar.[5]
- Kamala padecía del síndrome de Rett, un trastorno del desarrollo neurológico.